# Camila Bordonaba
Camila Bordonaba Roldán (El Palomar, 4 de setembro de 1984) é uma  atriz e cantora argentina mais conhecida por interpretar Marizza Pía na telenovela argentina Rebelde Way.

## Biografia
Camila é filha de Nora Roldán  e Juan Carlos Bordonaba que já haviam tido filhos antes, Rodrigo e Melina, nasceu na província de El Palomar, que fica em Buenos Aires.
Começou sua carreira na televisão em 1987 aos 3 anos de idade, em um dos programas para crianças de mais sucesso até agora, Cantaniño.
Desta forma Camila começou a trabalhar na televisão, atuando, dançando e cantando.
Quando completou 8 anos, decidiu que queria atuar e tentar convencer seus pais de inscrevê-la numa escola de teatro.
Em 1996, com 12 anos, terminando o primário, decidiu realizar o casting para Chiquititas, produzido por Cris Morena e sendo selecionada entre milhares e milhares de candidatos. Na novela interpretava a Pato e depois interpreta Camila, personagem que também estará no filme da novela; Chiquititas - Cantinho de Luz (Chiquititas, Rincón de Luz).
Assim, Camila se converte em uma das melhores atrizes adolescentes da Argentina e sua vida muda. Camila trabalha durante 5 anos consecutivos em Chiquititas fazendo televisão e teatro, tudo ao mesmo tempo. Em 1998, Camila começa o secundário no Liceu N° 8 de Mataderos, Murguiondo 1568 (colégio municipal onde Camila estudava pela manhã).
Quando completou 10 anos, decidiu que queria atuar e tenta convencer seus pais de inscrevê-la numa escola de teatro.
Em 2001, Camila Bordonaba junto com seus companheiros e amigos de Chiquititas filmam o filme da novela, Chiquititas - Cantinho de Luz (Chiquititas, Rincón de Luz) produzida por Cris Morena, protagonizado por Romina Yan e Facundo Arana.
Em 2002 Cris Morena convoca Camila para sua nova super produção: Rebelde Way, onde dará vida a Marizza, a mais rebelde e transgressora do Elite Way School, lugar onde se desenrola a história. Este papel seria muito importante já que é ele que lhe faria conhecer a Argentina e outros países do mundo.
Esta novela se transforma em um grande êxito na Argentina e em outras partes do mundo como Israel e Espanha entre outros países.
Mas Camila não era só protagonista da novela, também formava uma banda composta pelos ex-companheiros de Chiquititas: Felipe Colombo, Luisana Lopilato e Benjamín Rojas, com o nome de Erreway.
A banda tem muito êxito e vende mais de 100.000 cópias, com o qual posteriormente se filma un filme que, de algum modo, põe fim à novela, chamado ErreWay: 4 Caminos (Erreway: 4 Caminhos).
Depois é convocada para a série El Patrón de la Vereda, onde interpreta uma garota que se apaixona por um homem mais velho que ela (Gustavo Bermudez) e onde também participam alguns de seus antigos companheiros de Rebelde Way, como Jazmin Beccar Varela e Pablo Heredia.
Em Julho de 2006, visita a Espanha com seu amigo e companheiro de Rebelde Way, Felipe Colombo, já que a banda e a série conseguem grande êxito no país. Posteriormente, em Dezembro de 2006, Camila, Felipe e Benjamín realizaram uma turnê pela Espanha de 1 a 7, que consta 5 shows, terminando a turnê em Madrid com grande êxito.
Em 2007 tem um papel na série Son de Fierro, interpretando Karina Andurregui, onde participou seu companheiro de Erreway, Felipe Colombo.
Atualmente largou a carreira de atriz e se dedica a um projeto filantropo chamado "Arcoyrá".

## Vida Pessoal
Em 1998 começou a namorar o ator Benjamín Rojas, que contracenou com Camila em Chiquititas e Rebelde Way. Em 2002 namorou o ex-jogador e atual treinador de futebol Ariel Broggi. Em 2003 começou a namorar o produtor Carlos "Chochi", um dos membros da produção de Erreway, até que em 2006 colocaram um ponto final na relação. 
Abriu um centro cultural em junto com seus amigos e com a ajuda de Felipe Colombo. Pouco tempo depois, Camila decidiu não viver mais em Buenos Aires, deixando esse espaço para seus amigos que a ajudaram a montar o espaço e passou a chamar Teatro Mandril. A partir de então, começou a viajar pela Argentina com seu motorhome, Teodoro, acompanhada por seus amigos. Vivia em El Peladero, um espaço independente situado nos arredores de Bahía Blanca. Se encarregando de realizar diversas tarefas comunitárias, como plantar sua própria comida.
Camila e Benjamín Rojas são padrinhos de Aurora, filha de seu companheiro de Erreway, Felipe Colombo.

## Carreira

### Televisão
| Televisão   | Televisão               | Televisão                   | Televisão          |
| Ano         | Título                  | Papel                       | Formato            |
| ----------- | ----------------------- | --------------------------- | ------------------ |
| 1987 a 1992 | Canta Niños             | Camila Bordonaba            | Seriado            |
| 1996 a 1998 | Chiquititas             | Patricia "Pato" Paz         | Telenovela         |
| 1999 a 2001 | Chiquititas             | Camila Bustillo             | Telenovela         |
| 2002-2003   | Rebelde Way             | Marizza Pía Spirito Andrade | Telenovela/Seriado |
| 2004        | Floricienta             | Paloma / Julieta            | Telenovela/Seriado |
| 2005        | El Patrón de la Vereda  | Sisí                        | Telenovela         |
| 2005        | ¿Quién es el Jefe?      | Juíza                       | Seriado            |
| 2006        | Gladiadores del Pompeya | Violeta Allende             | Telenovela         |
| 2007-2008   | Son de Fierro           | Karina Andurregui           | Telenovela         |
| 2008        | Atracción x4            | Malena Lacalle              | Telenovela         |

### Teatro
| Televisão | Televisão                | Televisão       | Televisão                     |
| Ano       | Título                   | Papel           | Formato                       |
| --------- | ------------------------ | --------------- | ----------------------------- |
| 1997-2001 | Chiquititas              | Pato/Camila     | Obra Teatral                  |
| 2001      | Chiquititas              | Camila Bustillo | Obra Teatral                  |
| 2002      | Rebelde Way              | Ela mesma       | Concertos com a banda Erreway |
| 2011      | Una noche en el castillo | Produtora       | Obra Teatral                  |

### Filmes
| Televisão | Televisão                  | Televisão                   | Televisão       |
| Ano       | Título                     | Papel                       | Formato         |
| --------- | -------------------------- | --------------------------- | --------------- |
| 2001      | Chiquititas: Rincón de Luz | Camila Bustillo             | Musical         |
| 2004      | Erreway: 4 Caminos         | Marizza Pía Spirito/Andrade | Cinematográfica |
| 2011      | Penumbra                   | Victoria                    | Terror          |